# Елтон Мейо
Джо́рдж Е́лтон Мейо́ (англ. George Elton Mayo, 1880–1949) — американський психолог та соціолог, дослідник проблем організаційної поведінки та управління в виробничих організаціях, один з основоположників американської індустріальної соціології і доктрини «людських стосунків». Керував рядом дослідницьких проектів та експериментів, в тому числі і Хоторнським. Заснував рух «за розвиток людських стосунків» та є одним з основоположників школи людських стосунків.

## Життєпис
Народився 26 грудня 1880 року в Аделаїді (Південна Австралія) і був другою дитиною в сім'ї шанованих колоністів. Очікувалося, що він піде по стопах свого діда і вибере професію лікаря. Але він не виявив себе в університеті і був посланий до Великої Британії. Там, в Шотландії, він продовжив вивчати медицину і психопатологію. Великий вплив на формування його поглядів справили ідеї Дюркгейма і Фрейда. Потім Мейо повернувся до Австралії, щоб працювати в Аделаїді. Вже тоді він публікував матеріали, присвячені менеджменту, але там його погляди на управління були непопулярні. Мейо відновив своє навчання в університеті і спеціалізувався на вивченні етики та логіки. Крім того, його називали самим блискучим студентом філософа сера Вільяма Мітчелла. Академічна кар'єра Елтона Мейо в Австралії була успішною.
У 1911—1921 Мейо викладач логіки, психології та етики, а потім професор філософії та психології в Квінслендськом університеті (Брісбейн, Австралія). Незабаром він поїхав у відрядження до Великої Британії, але за усною угодою залишився в США, де працював над низкою проектів. Коли його університет відмовився відновити відрядження, він залишився в США без коштів. Тоді протягом шести місяців він отримував фінансову підтримку від Джона Д. Рокфеллера, і в 1923 вступив до Школи фінансів і комерції при Пенсильванському університеті.
У 1926 Мейо отримав посаду ад'юнкт-професора і керівника відділення виробничих досліджень Гарвардського університету.
Значний внесок у розвиток соціології управління та індустріальної соціології внесли знамениті хоторнскі експерименти Мейо в компанії «Вестерн Електрик» поблизу Чикаго (1927—1932 рр.) «Хоторнський експеримент». Вивчаючи вплив різних факторів (умови і організація праці, заробітна плата, міжособистісні відносини, стиль керівництва та ін) на підвищення продуктивності праці на промисловому підприємстві, Мейо довів особливу роль людського і групового фактора. Узагальнення емпіричних даних привело його до створення соціальної філософії менеджменту.
У 1947 переїхав до Великої Британії, де продовжив наукову діяльність.
Помер Елтон Мейо в Гілдфорд (Велика Британія) 1 вересня 1949.